# Shinkailepas myojinensis
Shinkailepas myojinensis is een slakkensoort uit de familie van de Phenacolepadidae. De wetenschappelijke naam van de soort is voor het eerst geldig gepubliceerd in 2003 door Sasaki, Okutani & Fujikura.